# Jürg Studer
Jürg Studer (Rüttenen, Cantón de Soleura, Suiza; 8 de septiembre de 1966) es un exfutbolista suizo. Jugaba de defensa y fue internacional absoluto con la selección de Suiza en seis encuentros entre 1992 y 1994.

## Selección nacional
Formó parte del plantel que disputó la Copa Mundial de Fútbol de 1994 en Estados Unidos. Studer jugó contra España en los octavos de final.

### Participaciones en Copas del Mundo
| Copa              | Sede           | Resultado        |
| ----------------- | -------------- | ---------------- |
| Copa Mundial 1994 | Estados Unidos | Octavos de final |

## Clubes
| Club           | País  | Año       |
| -------------- | ----- | --------- |
| FC Zürich      | Suiza | 1986-1989 |
| FC Aarau       | Suiza | 1989-1990 |
| Lausanne Sport | Suiza | 1990-1993 |
| FC Zürich      | Suiza | 1993-1997 |
| Young Boys     | Suiza | 1997-1999 |
| FC Solothurn   | Suiza | 1999-2001 |